# منتخب قطر لهوكي الجليد
منتخب قطر الوطني لهوكي الجليد هو منتخب وطني يمثل قطر في منافسات هوكي الجليد الدولية، بدأ منافساته في سنة 2012، نافس مرتين في بطولة الخليج لهوكي الجليد وفاز بالمركز الثاني في بطولة 2006، نافس أيضاً في كأس التحدي الآسيوي لهوكي الجليد لأول مرة في سنة 2016 وكذلك نافس في الألعاب الآسيوية الشتوية في دورة 2017.